# Lien Chan
Lien Chan (chino tradicional: 連戰, chino simplificado: 连战, pinyin: Lián Zhàn) (Xi'an, 27 de agosto de 1936), es un político chino que fungió como vicepresidente de la República de China de 1996 a 2000. También fue el 3.° líder del Kuomintang (KMT) desde el marzo de 2000 hasta agosto de 2005.

## Biografía
Nacido en la China continental, aunque con antecedentes familiares en Taiwán, Chen huyó con su familia a Taiwán tras la victoria en 1949 de los comunistas liderados por Mao Zedong en la guerra civil china.
Licenciado en Ciencias Políticas por la Universidad Nacional de Taiwán, Lien continuó sus estudios en los Estados Unidos, doctorándose en la Universidad de Chicago en 1965. Tras pasar por las universidades de Wisconsin y Connecticut en los años posteriores, en 1968 volvió a Taiwán, donde desarrollaría una intensa y exitosa trayectoria política. Fue Embajador de la República de China en El Salvador (1975-1976), Ministro de Comunicaciones y Transporte (1981-1987), Viceprimer Ministro (1987-1988), Ministro de Exteriores (1988-1990), gobernador de la Provincia de Taiwán (1990-1993), y primer ministro de 1993 a 1997, año en que dimitió. Ya en 1996 se había convertido en Vicepresidente de la República de China, cargo que conservaría hasta las elecciones presidenciales del año 2000.
A pesar de sus indudables éxitos como político, Lien Chan está considerado un líder poco carismático. Su ascenso al poder en el seno de su partido estuvo marcado por las escisiones que se produjeron en este, que en el año 2000 perdió el poder en Taiwán. Ese mismo año Lien fue elegido presidente del Kuomintang.
El 26 de abril de 2005, Lien comenzó un viaje histórico a la República Popular China, el primero de un presidente del KMT desde la derrota frente a los comunistas en 1949. Este viaje ha sido muy criticado por los grupos taiwaneses proclives a una declaración formal de independencia de la isla, que no ven con buenos ojos los intentos de mejorar las relaciones con la China Continental en un momento en que esta acaba de aprobar la Ley Antisecesión China, que prescribe el uso de la fuerza en el caso de que se produjera una declaración de independencia taiwanesa.
Tras perder las elecciones de 2004, anunció su intención de abandonar el cargo de presidente del partido. El 16 de julio de 2005, Ma Ying-jeou ganó la elección como nuevo líder del Kuomintang relevando a Lien formalmente en el 17.º congreso del partido en agosto.
En 2010 fue galardonado con el Premio Confucio de la Paz por contribuir inmensamente al desarrollo de las relaciones entre los dos lados del estrecho de Taiwán y a la paz mundial.
| Predecesor: Hau Pei-tsun | Primer ministro de la República de China 1993 – 1997 | Sucesor: Vincent Siew |
| Predecesor: Lee Yuan-tsu | Vicepresidente de la República de China 1996-2000    | Sucesor: Annette Lu   |